# Fokker T.V
Il Fokker T.V era un bombardiere medio/leggero bimotore ad ala media prodotto in piccola serie dall'azienda olandese Fokker alla fine degli anni trenta.
Utilizzato dalla Luchtvaartafdeling, l'allora designazione dell'aeronautica militare olandese, durante la seconda guerra mondiale nell'ambito dell'invasione dei Paesi Bassi da parte della Germania nazista, era armato con un carico bellico offensivo di 1 000 kg in bombe da caduta ed un armamento difensivo basato su un cannone Solothurn S-18/100 calibro 20 mm nella postazione anteriore e quattro mitragliatrici calibro 7,92 mm.

## Impiego operativo
Un contratto per la fornitura di 16 apparecchi fu firmato tra la Fokker e la Luchtvaartafdeling il 7 dicembre 1936, con il primo aereo consegnato il 16 ottobre 1937.
Altri 11 T.V, furono consegnati nel 1938, mentre gli ultimi 4 entrarono in servizio nel 1939.
L'aereo dimostrò buone caratteristiche di manovrabilità, ma anche problemi di affidabilità ai motori e alle eliche, tanto che sin dall'estate del 1939, i Paesi Bassi stavano programmando di acquistare 24 Dornier Do 215 per sostituirli.
Il 10 maggio 1940 la Germania invase l'Olanda, il Belgio e il Lussemburgo. 
Quel giorno i T.V ebbero il battesimo del fuoco, quando dopo il decollo dall'aeroporto di Schiphol per evitare un attacco aereo, otto T.V incontrarono una formazione di bombardieri tedeschi, riuscendo ad abbatterne due. 
In seguito l'apparecchio tornò al suo ruolo primario di bombardiere,  utilizzato in attacchi contro le truppe aviotrasportate tedesche che sbarcavano a L'Aja e a Rotterdam. 
Entro la fine della prima giornata di combattimento solo due T.V erano in condizioni di volare, mandati a bombardare i ponti sul fiume Maas a Rotterdam l'11 maggio, durante il combattimento, un ulteriore aereo fu abbattuto, mentre l'ultimo apparecchio fu abbattuto durante gli attacchi sui ponti a Moerdijk il 13 maggio.
Poiché i T.V mancavano di serbatoi di carburante autosigillanti, si meritarono la triste reputazione di prendere fuoco rapidamente quando venivano colpiti dal fuoco nemico.

## Utilizzatori
Paesi Bassi
- Luchtvaartafdeling